# Asteridiella knemae
Asteridiella knemae är en svampart som först beskrevs av Clifford George Hansford, och fick sitt nu gällande namn av Clifford George Hansford 1957. Asteridiella knemae ingår i släktet Asteridiella och familjen Meliolaceae.   Inga underarter finns listade i Catalogue of Life.